# Пожва (приток Косьвы)
Пожва (в верховье — Верхняя Пожва) — река в Добрянском районе Пермского края России. Впадает в реку Косьва в 17 км от её устья по правому берегу. Длина реки составляет 54 км, площадь водосборного бассейна 237 км².
Исток реки в лесном массиве близ границы с Александровским районом в 5 км к северо-западу от села Парма. Река течёт на запад, юго-запад и юг, русло извилистое. Всё течение, кроме низовий проходит по ненаселённой местности. В низовьях река протекает деревни Бердниковщина, Ефтята, Монастырь, Софронята и Ярославщина, расположенные в окрестностях села Перемское. Впадает в Косьву в черте Перемского села.
Протекает по территории ландшафтного памятника природы Пермского края Дурнятская котловина.

## Притоки
(от устья)
- Исток (лв)
- Мельничный (лв)
- Ольховка (лв)
- Заблудня (пр)
- Ямная (лв)
- Хмелевая (пр)
- Ровный (лв)
- Лапушная (пр)
- Вербная (пр)
- Чёрная Речка (лв)
- Пчолла (пр)
- Ольховка (лв)

## Данные водного реестра
По данным государственного водного реестра России относится к Камскому бассейновому округу, водохозяйственный участок реки — Кама от города Березники до Камского гидроузла, без реки Косьва (от истока до Широковского гидроузла), Чусовая и Сылва, речной подбассейн реки — бассейны притоков Камы до впадения Белой. Речной бассейн реки — Кама.
Код объекта в государственном водном реестре — 10010100912111100008922.